# Доходный дом М. С. Скребицкой
Доходный дом М. С. Скребицкой — памятник архитектуры. Расположен в Санкт-Петербурге, современный адрес дома — Литейный проспект, 60.
Дом построен в начале XIX века (по одной из теорий, его автор — У. Гесте, и постройка была осуществлена в 1807 году), в 1820-х перестроен Д. Квадри. О. Пуаро выполнил проект ещё одной перестройки в 1868 году, в 1869 году перестройку с изменением декора лицевого фасада осуществил Д. Д. Соколов. М. С. Скребицкая, которой принадлежало здание, была женой глазного врача А. И. Скребицкого.
М. Е. Салтыков-Щедрин жил в доме в квартире 4 с августа 1876 года до смерти 28 апреля 1889 года. Одним из его соседей на втором этаже был Ф. Трепов. Учитывая деятельность Салтыкова-Щедрина, здание посещали многие известные личности.
В квартире А. М. Калмыковой В. И. Ленин встречался сначала с марксистами, потом — с социал-демократами насчёт газеты «Искра». В 1906 году в квартире 9 была расположена редакция и контора большевистских журналов «Наша мысль» и «Библиотека наших читателей». В квартире 12 в том же году работали большевистские газеты «Волна», «Вперёд» и «Эхо».
На доме установлены мемориальные доски, связанные с деятельностью В. И. Ленина и М. Е. Салтыкова-Щедрина. Исаченко и Питанин высказывались за создание в здании музея Салтыкова-Щедрина.